# Conza della Campania
Conza della Campania là một đô thị (commune) thuộc tỉnh Avellino trong vùng Campania của Ý. Conza della Campania có diện tích 52,14 km2, dân số là 1445 người (thời điểm 2006). 